# Júlio César (football, 1983)
Pour les articles homonymes, voir Júlio César et César.
Júlio César Mendes Moreira dit Júlio César (né le 19 janvier 1983 à Pouso Alegre) est un footballeur brésilien. Il joue en poste de milieu défensif.